# Jawornik Polski (gemeente)
De gemeente Jawornik Polski is een landgemeente in het Poolse woiwodschap Subkarpaten, in powiat Przeworski.
De zetel van de gemeente is in Jawornik Polski.
Op 30 juni 2004 telde de gemeente 4862 inwoners.

## Oppervlakte gegevens
In 2002 bedroeg de totale oppervlakte van gemeente Jawornik Polski 62,92 km², waarvan:
- agrarisch gebied: 69%
- bossen: 21%

De gemeente beslaat 9,01% van de totale oppervlakte van de powiat.

## Demografie
Stand op 30 juni 2004:
| Omschrijving                   | Totaal | Totaal | Vrouwen | Vrouwen | Mannen | Mannen |
| ------------------------------ | ------ | ------ | ------- | ------- | ------ | ------ |
| eenheid                        | aantal | %      | aantal  | %       | aantal | %      |
| inwoners                       | 4862   | 100    | 2505    | 51,5    | 2357   | 48,5   |
| bevolkingsdichtheid (inw./km²) | 77,3   | 77,3   | 39,8    | 39,8    | 37,5   | 37,5   |

In 2002 bedroeg het gemiddelde inkomen per inwoner 1434,36 zł.

## Plaatsen
- Jawornik Polski
- Hadle Kańczuckie
- Hadle Szklarskie
- Hucisko Jawornickie
- Jawornik Przedmieście
- Manasterz
- Widaczów
- Zagórze

## Aangrenzende gemeenten
Dubiecko, Dynów, Hyżne, Kańczuga, Markowa